# Frágiles (serie de televisión argentina)
Frágiles es una serie de televisión por internet de drama y suspenso policial argentina original de Flow. La historia sigue a una joven que es enviada a un pueblo pequeño para investigar un asesinato reciente que tiene una conexión con la muerte de su madre. Está protagonizada por Luciano Cáceres, Carla Quevedo, Ludovico Di Santo, Malena Sánchez y Andrés Gil. La serie se estrenó el 31 de agosto de 2023.

## Sinopsis
La serie se centra en un asesinato cometido por el líder de una secta llamada «El Arca», que se fundó en la década de los noventa en un pueblo lejano. Un día, Olivia, una joven asistente de un fiscal español, se le asigna la tarea de investigar un caso policial en ese mismo pueblo, donde tiempo atrás ocurrió la muerte de su madre. Durante su estadía, conoce a Román, un joven lugareño que conoce mejor que nadie la comunidad y se une a ella para descubrir la verdad que hay detrás de los crímenes atroces que azotan a los habitantes.

## Elenco
- Luciano Cáceres como Eugenio Goya
- Carla Quevedo como Olivia Grecco
- Ludovico Di Santo como Camilo Goya
- Malena Sánchez como Sara Grecco
- Andrés Gil como Román Macías
- Rafael Spregelburd como Germán Macías
- Julián Cerati como Pedro Hoyos
- Guillermo Arengo como Ariel Ferraro
- Daryna Butryk como Lola
- Emilia Claudeville como Carolina
- Mora Segade como Lara
- Ana Celentano como Rita
- Eugenia Alonso como Cristal
- Alba Iturrioz como Helena Cardino
- Sandra Mihanovich como Isabel Grecco
- Marc Clotet como Julián

## Episodios
| N.º | Título              | Dirigido por  | Escrito por                                                                 | Fecha de lanzamiento original |
| --- | ------------------- | ------------- | --------------------------------------------------------------------------- | ----------------------------- |
| 1   | «Destinos cruzados» | Diego Palacio | Lucas Molteni, Diego Palacio, Nacho Viale, Juan Cordoni y Luciano Cocciardi | 31 de agosto de 2023          |
| 2   | «La familia»        | Diego Palacio | Lucas Molteni, Diego Palacio, Nacho Viale, Juan Cordoni y Luciano Cocciardi | 31 de agosto de 2023          |
| 3   | «La última cena»    | Diego Palacio | Lucas Molteni, Diego Palacio, Nacho Viale, Juan Cordoni y Luciano Cocciardi | 31 de agosto de 2023          |
| 4   | «El sacrificio»     | Diego Palacio | Lucas Molteni, Diego Palacio, Nacho Viale, Juan Cordoni y Luciano Cocciardi | 31 de agosto de 2023          |
| 5   | «El exilio»         | Diego Palacio | Lucas Molteni, Diego Palacio, Nacho Viale, Juan Cordoni y Luciano Cocciardi | 31 de agosto de 2023          |
| 6   | «La melodía»        | Diego Palacio | Lucas Molteni, Diego Palacio, Nacho Viale, Juan Cordoni y Luciano Cocciardi | 31 de agosto de 2023          |
| 7   | «Todos somos uno»   | Diego Palacio | Lucas Molteni, Diego Palacio, Nacho Viale, Juan Cordoni y Luciano Cocciardi | 31 de agosto de 2023          |
| 8   | «El destino»        | Diego Palacio | Lucas Molteni, Diego Palacio, Nacho Viale, Juan Cordoni y Luciano Cocciardi | 31 de agosto de 2023          |

## Producción

### Desarrollo
En septiembre del 2022, se anunció que StoryLab y Telecom Argentina habían comenzado con la preproducción de la serie con Nacho Viale en la producción ejecutiva, Diego Palacio en la dirección y Lucas Molteni en la escritura de los guiones. A su vez, se comunicó que la serie tendría un total de ocho episodios y que sería presentada en el Foro Iberseries & Platino Industria para buscar socios en España. Por otra parte, se reveló que el argumento de la serie trataría sobre la investigación de una muerte a cargo de una joven asistente de un poderoso fiscal español.
Más tarde, la producción recibió luz verde cuando resultó ser uno de los productos ganadores del programa «Renacer Audiovisual», un plan impulsado por el Ministerio de Cultura y la Secretaría de Medios y Comunicación Pública para fomentar la ficción nacional. El 22 de agosto de 2023, se realizó el avant premiere de la serie, donde se mostró el primer adelanto y se develó que su estreno sería el 31 de agosto.

### Rodaje
La fotografía principal inició a mediados de marzo del 2023 y se extendió durante diez semanas en la Provincia de Buenos Aires. Las locaciones utilizadas para filmar las escenas de la serie fueron Tigre, Cañuelas y Ezeiza.

### Casting
Al inicio de la producción, se develó que Marc Clotet, Juan Gil Navarro, Santiago Achaga y Esteban Pérez estaban en tratativas para interpretar los papeles principales. Sin embargo, con el anuncio del rodaje de la serie, se confirmó que el elenco estaría integrado por Luciano Cáceres, Carla Quevedo, Malena Sánchez, Ludovico Di Santo, Andrés Gil, Rafael Spregelburd y Ana Celentano.

## Recepción

### Comentarios de la crítica
En una reseña para el sitio web Escribiendo cine, Juan Pablo Russo señaló que «el guion logra mantener el suspenso en constante ascenso a lo largo de los ocho episodios» y que «la trama se desenvuelve de manera convincente», mientras que Carla Quevedo ofrece una actuación caracterizada por una «notable convicción» y destacó la fotografía de la serie, aludiendo que el trabajo de Fernando Acatto «es crucial para crear la atmósfera de tensión y misterio que impregna la narrativa».

### Premios y nominaciones
| Lista de premios y nominaciones | Lista de premios y nominaciones | Lista de premios y nominaciones                                                   | Lista de premios y nominaciones                                             | Lista de premios y nominaciones | Lista de premios y nominaciones |
| Año                             | Organización                    | Categoría                                                                         | Nominado/a(s)                                                               | Resultado                       | Ref(s)                          |
| ------------------------------- | ------------------------------- | --------------------------------------------------------------------------------- | --------------------------------------------------------------------------- | ------------------------------- | ------------------------------- |
| 2023                            | Premios Cóndor de Plata         | Mejor miniserie o unitario                                                        | Frágiles                                                                    | Nominado                        | [ 11 ]                          |
| 2023                            | Premios Cóndor de Plata         | Mejor actriz protagonista en drama                                                | Carla Quevedo                                                               | Nominada                        | [ 11 ]                          |
| 2024                            | Premios Produ                   | Mejor serie policial                                                              | Frágiles                                                                    | Nominado                        | [ 12 ] [ 13 ]                   |
| 2024                            | Premios Produ                   | Mejor actriz principal - Serie y miniserie de acción, policial, terror y thriller | Carla Quevedo                                                               | Nominada                        | [ 12 ] [ 13 ]                   |
| 2024                            | Premios Produ                   | Mejor actor principal - Serie y miniserie policial                                | Luciano Cáceres                                                             | Nominado                        | [ 12 ] [ 13 ]                   |
| 2024                            | Premios Produ                   | Mejor actor de reparto - Serie y miniserie de acción, policial, terror y thriller | Andrés Gil                                                                  | Nominado                        | [ 12 ] [ 13 ]                   |
| 2024                            | Premios Produ                   | Mejor actor de reparto - Serie y miniserie de acción, policial, terror y thriller | Ludovico Di Santo                                                           | Ganador                         | [ 12 ] [ 13 ]                   |
| 2024                            | Premios Produ                   | Mejor dirección - Serie y miniserie de acción, policial, terror y thriller        | Diego Palacio                                                               | Nominado                        | [ 12 ] [ 13 ]                   |
| 2024                            | Premios Produ                   | Mejor showrunner - Drama                                                          | Diego Palacio y Nacho Viale                                                 | Nominados                       | [ 12 ] [ 13 ]                   |
| 2024                            | Premios Produ                   | Mejor guion - Serie y miniserie de acción, policial, terror y thriller            | Lucas Molteni, Diego Palacio, Nacho Viale, Juan Cordoni y Luciano Cocciardi | Nominados                       | [ 12 ] [ 13 ]                   |